# Laveissenet
Laveissenet är en kommun i departementet Cantal i regionen Auvergne-Rhône-Alpes i mitten av Frankrike. Kommunen ligger  i kantonen Murat som ligger i arrondissementet Saint-Flour. År 2022 hade Laveissenet 135 invånare.

## Befolkningsutveckling
Antalet invånare i kommunen Laveissenet
Referens:INSEE